# معركة أبو قير الثانية (1801)
معركة أبوقير في 8 مارس 1801 هي المعركة الثانية من الحملة الفرنسية في مصر وسوريا التي كانت في أبو قير على ساحل البحر المتوسط، بالقرب من دلتا النيل.
كان المقصود من هبوط بعثة الإنقاذ البريطانية تحت قيادة رالف أبركرمبي هزيمة أو طرد ما يقدر بنحو 21000 من القوات المتبقية من غزو نابليون المشؤوم لمصر. كان الأسطول بقيادة بارون كيث يشتمل على سبع سفن من الخط وخمس فرقاطات وعشرات من الطرادات المسلحة. تأخر نقل القوات في الخليج لعدة أيام بسبب الرياح القوية والبحار الثقيلة قبل أن يمكن النزول.
وتحت قيادة الجنرال فريانت، تسبب حوالي 2000 جندي فرنسي وعشرة مدافع ميدانية في مواقع عالية في خسائر فادحة لقوة بريطانية كبيرة تنزل من أسطول لتنفيذ المهام في قوارب، يحمل كل قارب 50 رجلاً يسقطون على الشاطئ. ثم هرع البريطانيون إلى المدافعين وحطموا المدافع الثابتة التي كانت بحوزتهم وحافظوا على الموقع، مما أتاح هبوطًا منظمًا لما تبقى من جيشهم البالغ 17500 ومعداته. وكانت المناوشة تمهيدا لمعركة الإسكندرية، وأسفرت عن خسائر في صفوف البريطانيين بلغت 130 قتيلا و 600 جريح أو مفقود. انسحب الفرنسيون، بعد أن فقدوا ما لا يقل عن 300 قتيل وجريح وثماني قطع مدافع.